# Graham Everest
Graham Everest (* 14. Dezember 1957 in Southwick, West Sussex; † 30. Juli 2010) war ein britischer Mathematiker.
Everest stammte aus einer Arbeiterfamilie und studierte am Bedford College (heute Royal Holloway College) der Universität London und wurde 1983 bei Colin J. Bushnell am King’s College London promoviert (The distribution of normal integral generators in tame extensions of Q). Er war Professor an der University of East Anglia, an der er seit 1983 war.
Everest ließ sich 2006 zum Priester weihen und ging dem in Norwich nach. 2008 wurde bei ihm Prostatakrebs diagnostiziert, an dem er starb.
Er befasste sich mit den Wechselbeziehungen von Dynamischen Systemen und Zahlentheorie und mit Rekursionsgleichungen in der Zahlentheorie.
1983 wurde er Mitglied der London Mathematical Society. 2012 erhielt er mit Thomas Ward den Lester Randolph Ford Award für A repulsion motif in diophantine equations.
Er war verheiratet und hat drei Kinder.

## Schriften
- mit  Thomas Ward: Heights of polynomials and entropy in algebraic dynamics. Springer, London u. a. 1999, ISBN 1-85233-125-9.
- mit Alf van der Poorten, Igor Shparlinski, Thomas Ward: Recurrence sequences (= Mathematical Surveys and Monographs. 104). American Mathematical Society, Providence RI 2003, ISBN 0-8218-3387-1.
- mit Thomas Ward: Introduction to Number Theory (= Graduate Texts in Mathematics. 232). Springer, New York NY u. a. 2005, ISBN 1-85233-917-9.